# Raúl Amaral
Raúl Amaral (Veinticinco de Mayo, Argentina, 5 de diciembre de 1918 - Asunción, Paraguay, 3 de diciembre de 2006) fue un poeta y escritor argentino, crítico literario, poeta y periodista.

## Biografía
Nacido en la localidad bonaerense de 25 de Mayo. En La Plata forma parte de las Ediciones del Bosque, que consta con una colección de obras de otros conocidos autores provinciales, tales como María Dhialma Tiberti, Horacio Ponce de León, Ana Emilia Lahitte, y María de Villarino entre otros. 
En julio de 1993 fue galardonado con la ciudadanía paraguaya por resolución de la Corte Suprema de Justicia y voto unánime de sus miembros. Ello en reconocimiento a su infatigable labor en pro de la cultura de su país de adopción. 
Fue merecedor de muchos galardones y honores, entre ellos: Distinción del Museo de Bellas Artes (2001), declarado Hijo Dilecto de la ciudad de Asunción (2005), entre otros.
Su vasta producción ensayística y creativa incluye (además de innumerables artículos diseminados en publicaciones nacionales e internacionales varias) los siguientes títulos: El modernismo poético en el Paraguay (1982), La sien sobre Areguá (1983), Escritos Paraguayos (1984), El romanticismo paraguayo (1985; Premio Nacional de Literatura La República, de ese año), El León y la Estrella (1986) y Breviario aregüeño de Gabriel Casaccia (1993), para mencionar sólo algunos de sus libros más recientes.
Siempre se ha caracterizado por su desprendimiento y amor a las letras, en vida ha donado toda su vasta biblioteca a archivos públicos, para que las personas interesadas puedan acceder a los mismos y a sus notas.
Falleció en Asunción, Paraguay el 3 de diciembre de 2006, a dos días de cumplir 88 años.